# Fotbal Club Farul Constanța
Il Fotbal Club Farul Constanța, meglio noto come Farul Costanza, o semplicemente come Farul, è una società calcistica rumena con sede nella città di Costanza. Milita nella Liga I, la massima divisione del campionato rumeno.
I biancoblù giocano le partite casalinghe allo stadio Viitorul di Ovidiu a causa dell'indisponibilità dello stadio Farul.
Farul è una parola romena che si traduce come "faro", alludendo al fatto che Costanza è il porto più grande della costa del Mar Nero.

## Storia
Fondata nel 1920 con il nome di SPM Constanța, la squadra vanta oltre 40 partecipazioni alla massima serie nazionale, dove ha raggiunto il quarto posto in tre occasioni. Ha anche giocato una finale di Coppa di Romania nel 2005, che ha perso 0-1 contro la Dinamo Bucarest. Il Farul possiede un buon settore giovanile che ha lanciato tanti giocatori, tra cui Gheorghe Hagi, capocannoniere della nazionale rumena; attualmente detiene quote della società ed è anche l'allenatore della prima squadra.
Nel giugno 2021 il proprietario Ciprian Marica, Gheorghe Popescu e il proprietario del Viitorul Gheorghe Hagi annunciarono in una conferenza stampa la fusione dei loro due club. Il Farul Costanza prese dunque il posto del Viitorul nella stagione 2021-2022 di Liga I.
Nella stagione 2022-2023 il Farul vinse per la prima volta il campionato rumeno battendo per 3-2 l'FCSB.

## Palmarès

### Competizioni nazionali
- Campionato rumeno: 1

2022-2023
- Liga II: 5

1954, 1957-1958, 1961-1962, 1980-1981, 1987-1988
- Liga III: 1

2017-2018

### Altri piazzamenti
- Coppa di Romania:

Finalista: 2004-2005
Semifinalista: 1965-1966, 1968-1969, 1991-1992, 2005-2006, 2024-2025
- Supercoppa di Romania:

Finalista: 2023
- Coppa Intertoto UEFA:

Finalista: 2006
- Coppa dei Balcani per club:

Finalista: 1965-1966

## Tifoseria
Secondo gli studi effettuati periodicamente da agenzie specializzate in sondaggi e ricerche di mercato, l'Farul Constanta è una delle squadre di calcio con una popolarità costante in Romania, essendo sostenuta da un numero invariato di tifosi, soprattutto nella regione di Dobrogea e nella contea di Constanta. Negli ultimi anni il sostegno alla squadra è stato sostenuto, principalmente grazie alla tradizione e alle prestazioni storiche del club.

### Storia
Il tradizionale fan center di Farul Constanța è conosciuto come Peluza Marina, un luogo simbolico che riunisce gruppi organizzati di tifosi e membri del fan club. La storia del sostegno organizzato al Faro risale agli anni '70, quando la squadra, orgogliosa rappresentante della città di Costanza, attirò l'entusiasmo della comunità locale. Con il passare degli anni, soprattutto a partire dagli anni '90, il movimento ultras cominciò a prendere forma con la comparsa dei gruppi Ultras Farul 1992 e Legiunea Marină 1996, creando un'atmosfera inconfondibile allo Stadio Gheorghe Hagi, precedentemente noto come Stadio del Faro. 
I tifosi del Farul si sono distinti per la loro devozione incrollabile, accompagnando la squadra anche nelle trasferte più difficili. Momenti memorabili includono le partite decisive per la promozione o la battaglia per la vetta, dove i tifosi di Farul hanno riempito le sezioni in trasferta in numeri impressionanti. La Peluza Marina è composta da gruppi come Aria Ultra 2000, Baricada 2009, Fervent 2007 o Alcoholics 2017 e altri collettivi che condividono la stessa missione: sostenere il Faro e promuovere l'orgoglio di Costanza. I gruppi si distinguono per il loro atteggiamento apolitico, celebrando l'unità e il rispetto attraverso l'amore per il calcio.

### Gemellaggi e rivalità
I tifosi del Farul hanno rapporti amichevoli con tifosi di altre squadre come Steaua Bucarest e U Craiova e Dacia Unirea Brăila, con cui condividono il legame marittimo e un rispetto reciproco. Tuttavia, rivalità accese caratterizzano i rapporti con squadre come Otelul Galati e, in particolare, con i rivali storici di Rapid Bucarest. Gli incontri con squadre vicine, come il Otelul Galati e Delta Tulcea, o squadre della regione Dobrogea, rappresentano eventi di alta tensione.
I tifosi del Farul sono il cuore pulsante della squadra, pronti a sostenere il club con energia e orgoglio in ogni momento, scrivendo nuove pagine di storia calcistica sulla costa del Mar Nero.

## Organico

### Rosa 2023-2024
Rosa e numerazione aggiornate al 3 febbraio 2024.
| N. |                           | Ruolo | Calciatore         |
| -- | ------------------------- | ----- | ------------------ |
| 1  | Romania (bandiera)        | P     | Alexandru Buzbuchi |
| 3  | Romania (bandiera)        | D     | Mihai Popescu      |
| 5  | Portogallo (bandiera)     | D     | Diogo Queirós      |
| 6  | Romania (bandiera)        | C     | Tudor Băluță       |
| 7  | Brasile (bandiera)        | A     | Rivaldinho         |
| 8  | Romania (bandiera)        | C     | Ionuț Vînă         |
| 9  | Romania (bandiera)        | A     | Louis Munteanu     |
| 10 | Romania (bandiera)        | C     | Constantin Budescu |
| 11 | Romania (bandiera)        | D     | Cristian Ganea     |
| 12 | Romania (bandiera)        | P     | Vlad Răfăilă       |
| 15 | Romania (bandiera)        | D     | Gabriel Dănuleasa  |
| 16 | Romania (bandiera)        | C     | Dragoș Nedelcu     |
| 17 | Romania (bandiera)        | D     | Ionuț Larie        |
| 19 | Romania (bandiera)        | A     | Luca Andronache    |
| 20 | Marocco (bandiera)        | C     | Amine Benchaib     |
| 21 | Costa d'Avorio (bandiera) | D     | Kévin Boli         |
| 22 | Romania (bandiera)        | D     | Dan Sîrbu          |

| N. |                      | Ruolo | Calciatore         |
| -- | -------------------- | ----- | ------------------ |
| 24 | Romania (bandiera)   | C     | Constantin Grameni |
| 25 | Benin (bandiera)     | D     | David Kiki         |
| 27 | Romania (bandiera)   | D     | Andrei Borza       |
| 28 | Romania (bandiera)   | C     | Iustin Doicaru     |
| 30 | Armenia (bandiera)   | C     | Narek Grigoryan    |
| 34 | Romania (bandiera)   | P     | Ștefan Mușat       |
| 45 | Brasile (bandiera)   | D     | Gustavo Marins     |
| 66 | Romania (bandiera)   | D     | Darius Grosu       |
| 77 | Romania (bandiera)   | C     | Ronaldo Deaconu    |
| 80 | Romania (bandiera)   | C     | Nicolas Popescu    |
| 88 | Romania (bandiera)   | C     | Luca Banu          |
| 99 | Martinica (bandiera) | D     | Damien Dussaut     |
|    | Tunisia (bandiera)   | D     | Luca Saïhi-Culeddu |
|    | Romania (bandiera)   | A     | Denis Alibec       |
|    | Romania (bandiera)   | C     | Carlo Casap        |
|    | Romania (bandiera)   | C     | Andrei Ciobanu     |